# Кауфман, Антон Антонович
Антон Антонович Кауфман (1891, Российская империя — 15 июня 1918, Барнаул, Белое движение) — один из руководителей революционного движения в Барнауле, большевик.

## Биография
Образование — 7 классов мануфактурно-промышленного училища. По некоторым сведениям, за революционную деятельность отбывал наказание в тюрьме, был в ссылке. В Барнауле работал инструктором Алтайского союза кооператоров. В феврале 1918 г. избран членом Барнаульского совета рабочих и крестьянских депутатов, назначен комиссаром банка.
В июне 1918 после занятия Барнаула белочехами и белогвардейцами арестован и вскоре расстрелян без суда.

## Память
Имя Кауфмана носит улица в Нагорной части Барнаула (бывший Кабинетский пер.)